# 47 Aglaia
Aglaia (asteroide 47) é um asteroide da cintura principal com um diâmetro de 126,96 quilómetros, a 2,48832628 UA. Possui uma excentricidade de 0,13528824 e um período orbital de 1 783 dias (4,88 anos).
Aglaia tem uma velocidade orbital média de 17,5579887 km/s e uma inclinação de 4,984635º.
Este asteroide foi descoberto em 15 de setembro de 1857 por Robert Luther. Seu nome vem da personagem da mitologia grega Aglaia.